# Тополёвая аллея
Тополёвая алле́я — аллея в Юго-Восточном административном округе города Москвы на территории района Кузьминки.

## История
Аллея получила своё название до 1960 года (по другим данным — в 1985 году) во время пребывания в составе Кузьминок по преобладающему виду деревьев. В 1960 году Кузьминки вошли в состав Москвы, аллея сохранила своё название.

## Расположение

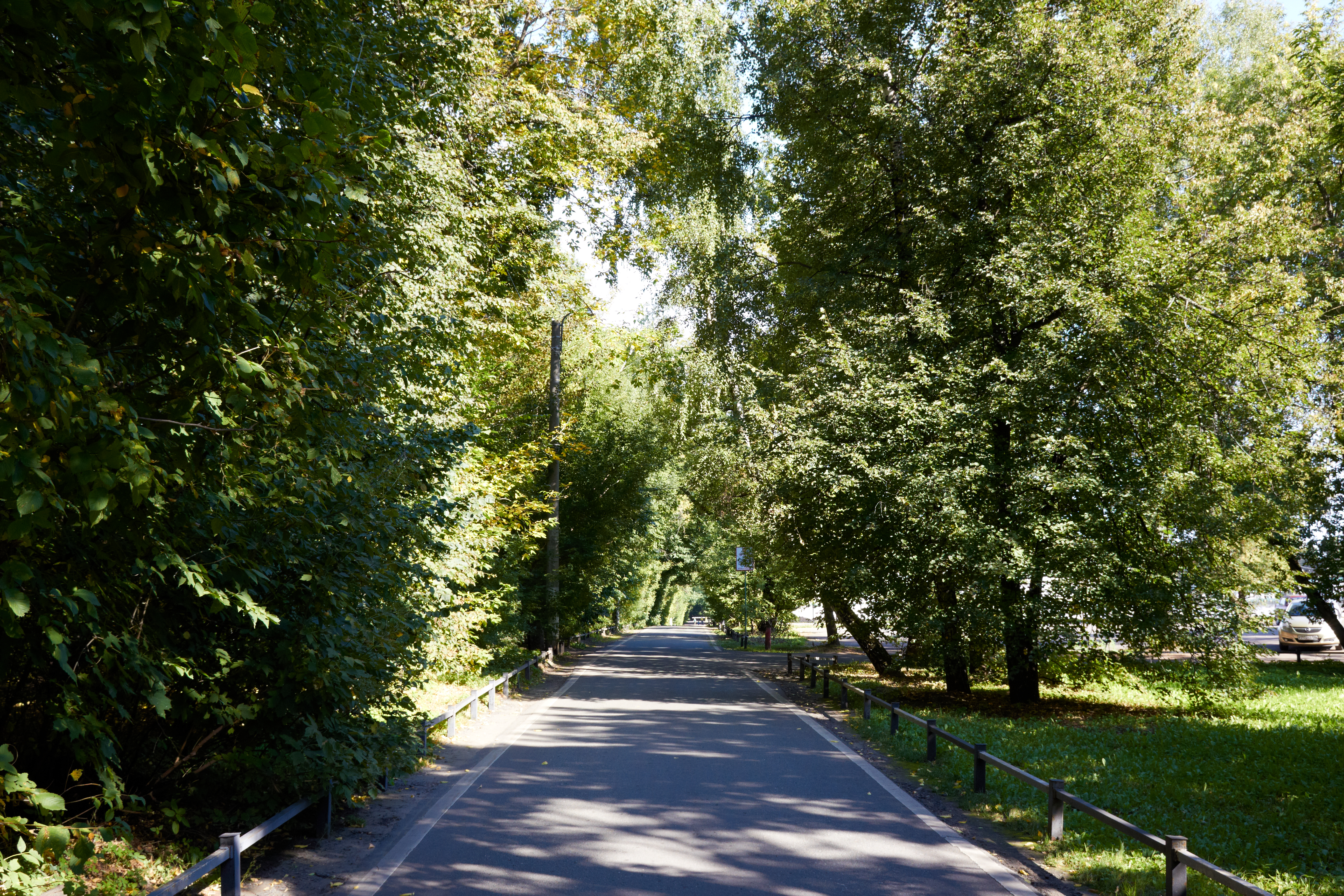

Тополёвая аллея проходит по территории усадьбы «Кузьминки» и Кузьминского лесопарка от Кузьминской улицы на юго-восток вдоль южной границы парка «Часы» (парка Двенадцати Лучей). Нумерация домов начинается от Кузьминской улицы.

## Примечательные здания и сооружения
По нечётной стороне:
По чётной стороне:
- д. 4 — дом церковного приюта;
- д. 6, стр. 1 — Музей русской усадебной культуры (бывший служительский флигель);
- д. 8 — прачечный флигель;
- д. 10 — Реставрационный производственный центр — мастерская В. С. Власова (бывшая усадебная больница, «Белая дача»);
- д. 16 — Молочный павильон.

## Транспорт

### Наземный транспорт
По Тополёвой аллее маршруты наземного общественного транспорта не проходят. У северо-западного конца аллеи, на Кузьминской улице, расположена остановка «Кузьминский парк» автобуса 725.

### Метро
- Станция метро «Юго-Восточная» Некрасовской линии — северо-восточнее аллеи, на пересечении Ферганской и Ташкентской улиц.
- Станция метро «Волжская» Люблинско-Дмитровской линии — западнее аллеи, на Краснодонской улице.
- Станция метро «Кузьминки» Таганско-Краснопресненской линии — северо-западнее аллеи, на площади Славы на пересечении Волгоградского проспекта с Жигулёвской и Зеленодольской улицами и улицей Маршала Чуйкова.

## Галерея

Тополевая аллея
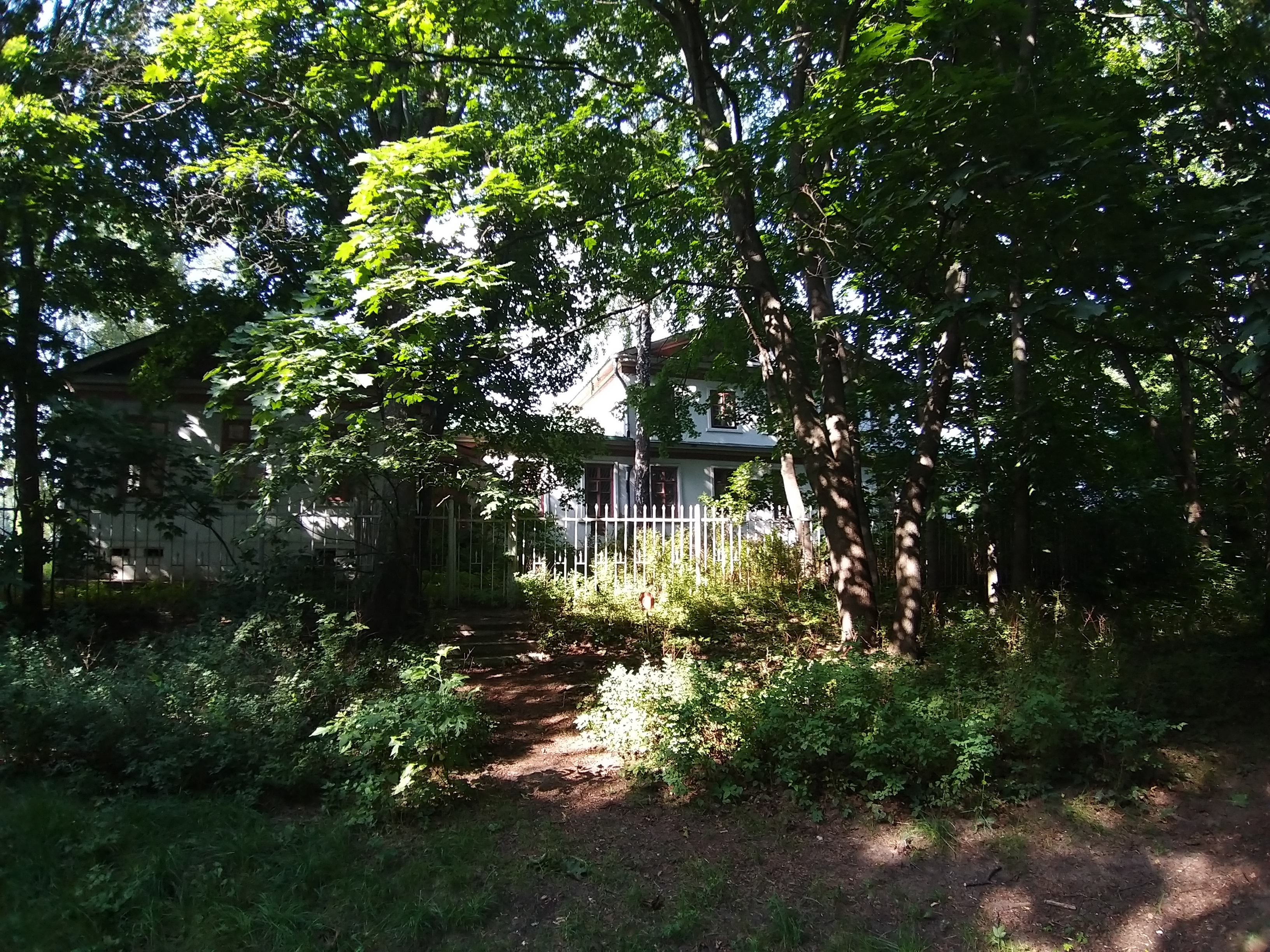
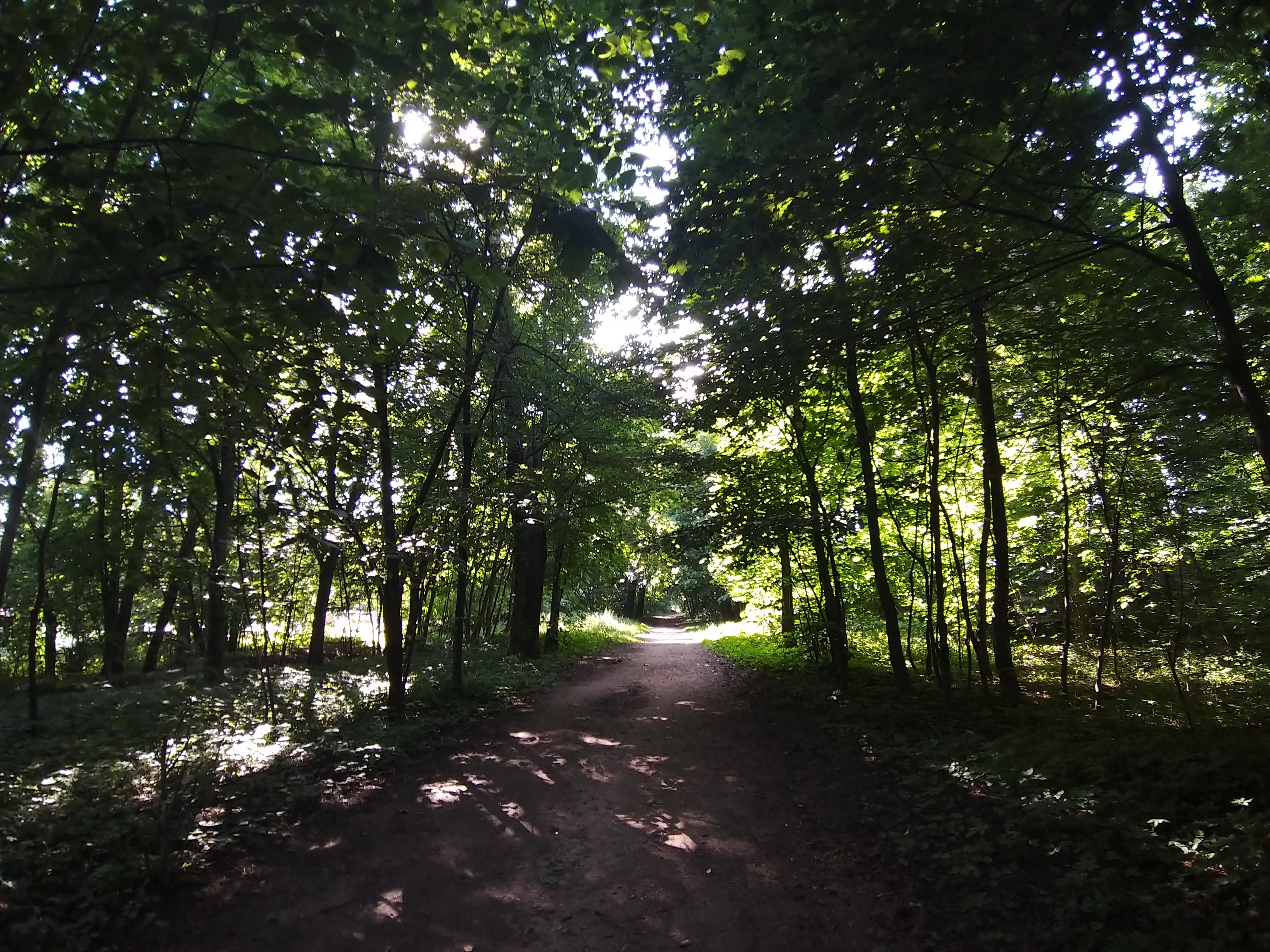
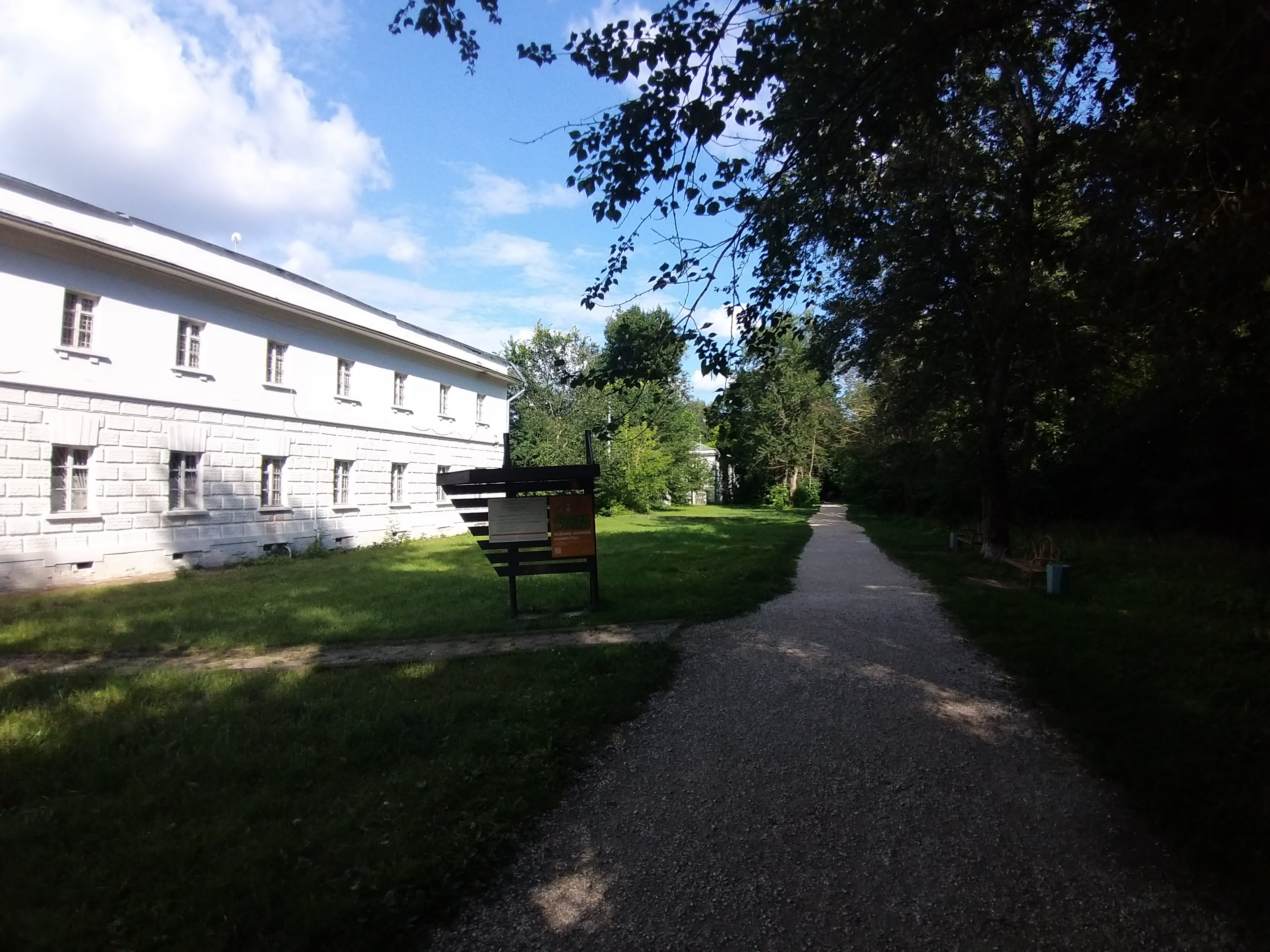
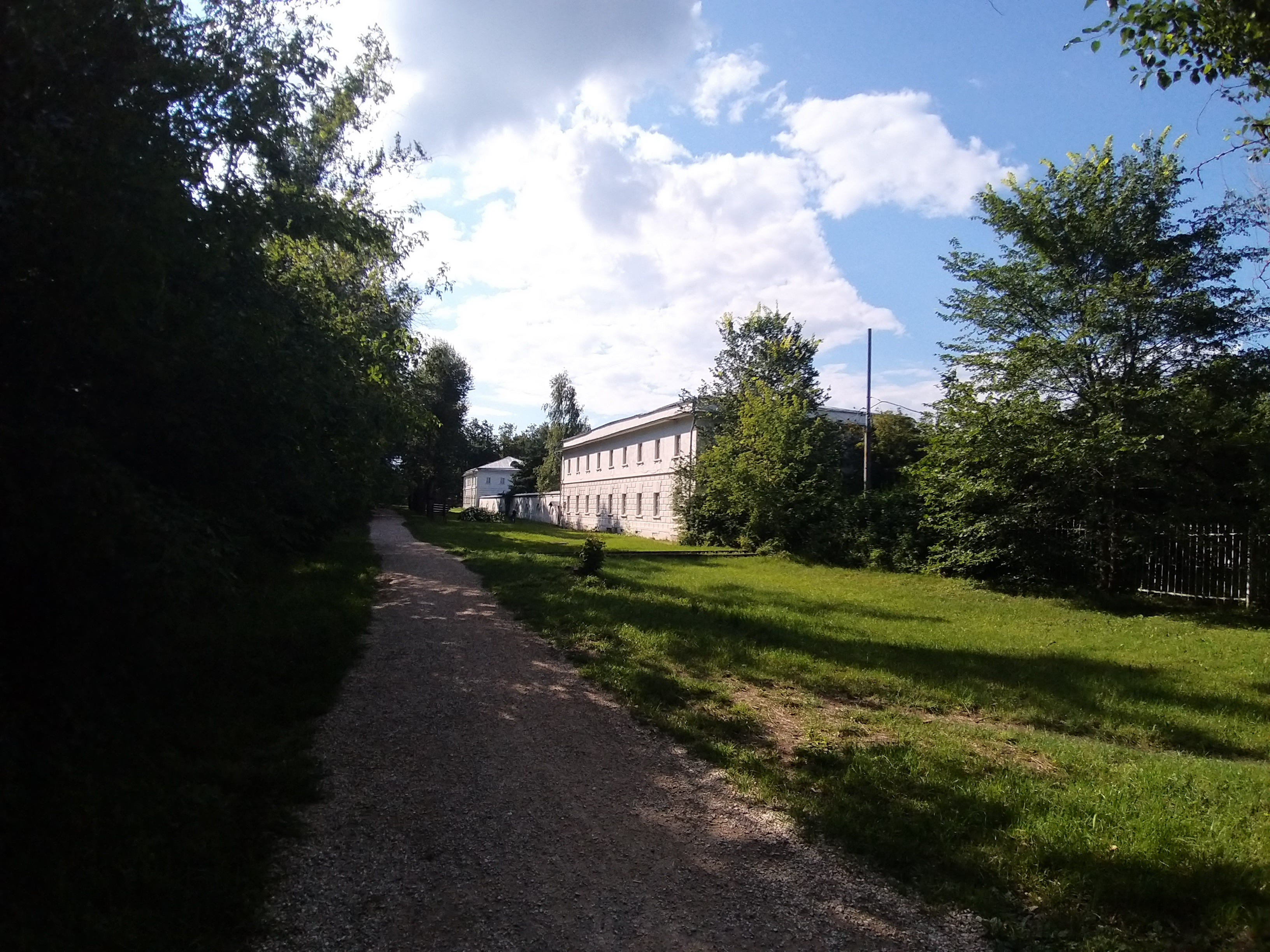
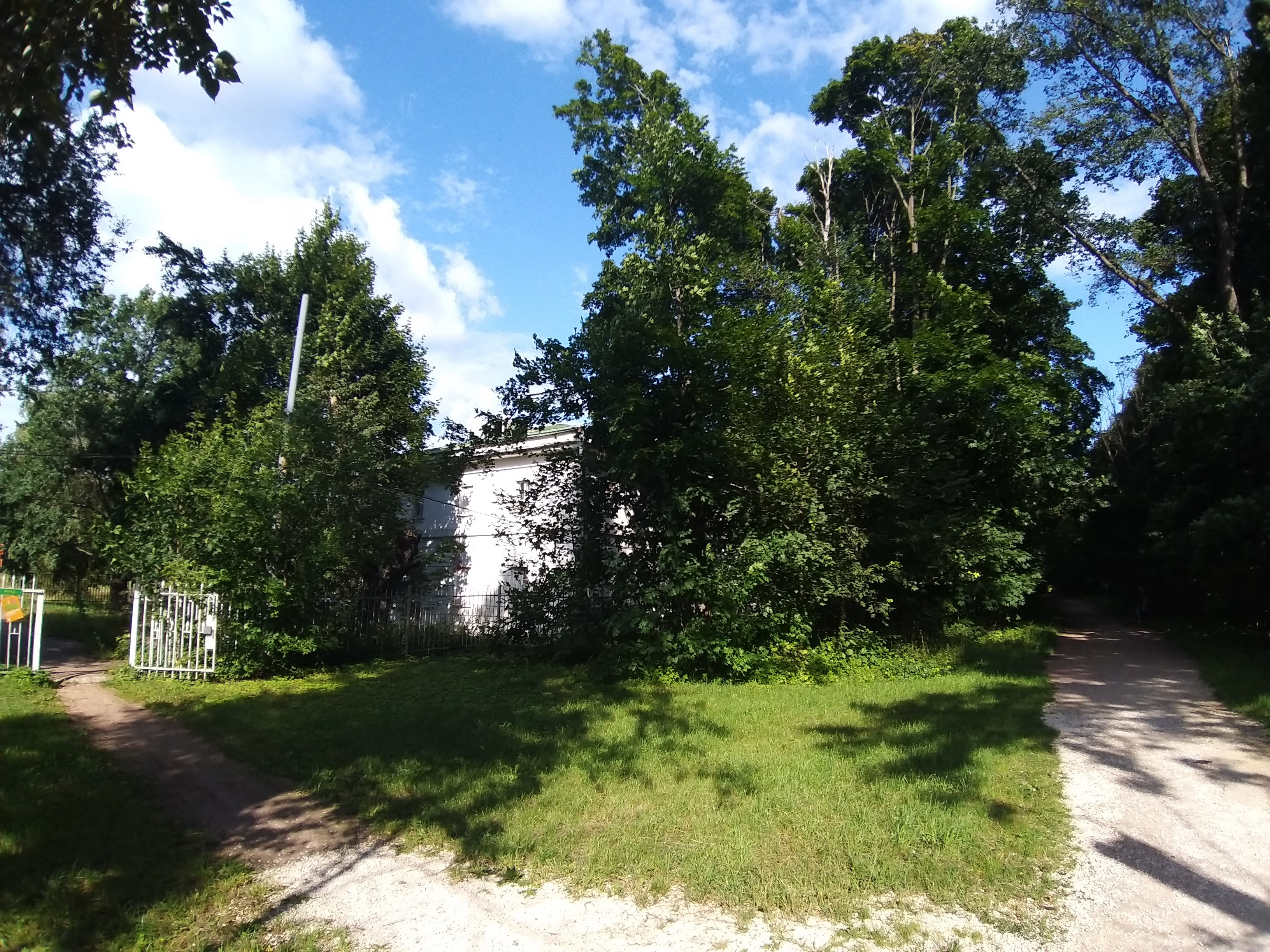